# ベルナール・ジメルヌ
ベルナール・ジメルヌ (Bernard Zimmern) はフランスの活動家である。2007年までiFRAPの会長を務めていた。
現在はiFRAP-2007の代表を務めている。
エコール・ポリテクニークとENAを卒業し、ルノーへ入社した。ルノーではヴァンケルエンジンの開発に情熱を傾けるも、会社はこれを採用せず、10年間勤務ののち退社した。
シングルローター型コンプレッサーを発明し、これに関する特許を500以上も取得した。
OMPHALE社をフランスで、Single Screw Compressor Inc.をアメリカ合衆国で創業した。
1985年に社団法人iFRAPを設立、2007年まで代表を務めた。